# Punta Scasso
La punta Scasso (en inglés: Barff point) es una punta que está al este de punta Brau y forma el lado este de la entrada a la bahía Cumberland, en la costa nordeste de la isla San Pedro. 
Dicha isla forma parte del archipiélago de las Georgias del Sur, considerado por la Organización de las Naciones Unidas (ONU) como un territorio en litigio de soberanía entre el Reino Unido —que lo administra como parte de un territorio británico de ultramar— y la República Argentina, que reclama su devolución, y lo incluye en el departamento Islas del Atlántico Sur de la provincia de Tierra del Fuego, Antártida e Islas del Atlántico Sur.
Su nombre recuerda a León P. Scasso del ARA Guardia Nacional, que levantó la carta náutica de la bahía Cumberland, mientras que el topónimo en inglés lo hace por A.D. Barff del HMS Sappho, quien, asistido por el capitán Carl Anton Larsen, hizo un croquis de la bahía de Cumberland en 1906.